# Making Love in the Rain
Making Love in the Rain è un singolo del musicista statunitense Herb Alpert, pubblicato nel 1987 e realizzato in collaborazione con la cantante Lisa Keith e con i cori di sottofondo eseguiti da Janet Jackson. Il brano è estratto dall'album Keep Your Eye on Me di Alpert.

## Tracce
7" (UK)
1. Making Love in the Rain (edit)
2. Making Love in the Rain (instrumental)